# Téglás Géza
Téglás Géza (Déva, 1883. április 4. – Budapest, 1959. február 3.) jogi doktor, királyi törvényszéki tisztviselő, Téglás Gábor (1877–1900) hírlapíró testvéröccse.

## Élete
Téglás Gábor (1848–1916) középiskolai igazgató, régész és Hidvéghy Anna (1849–1892) fiaként született. 1901-ben a Dévai Magyar Királyi Állami Főreáliskolában érettségizett. Felsőfokú tanulmányait előbb a Kolozsvári Magyar Királyi Ferenc József Tudományegyetemen folytatta, majd a Budapesti Tudományegyetemen szerzett jogtudományi doktorátust. Rövid ideig ügyvédjelölt volt. Középiskolás korától részt vett gyorsíró egyesületek munkájában: több ifjúsági gyorsíró egyletet alapított Déván és Budapesten, melyeknek elnöke, majd tiszteleti elnöke volt. 1906-ban a kolozsvári, 1907-ben a budapesti Sorompó országos iparvédő ligát szervezte, melynek 1913-ig biztos elnöke is volt. 1908-ban a budapesti törvényszékhez nyert kinevezést.
1902–1903-ban Kolozsváron az Egyetemi Gyorsíró havi folyóiratot, 1904 márciusától 1905 októberéig Budapesten a Gyorsírászati Lapokat szerkesztette. 1923-tól az Írás című gyorsírási folyóirat szerkesztője volt. 1928-ban megrendezte Budapesten a nemzetközi gyorsírókongresszus kiállítását.
Felesége Seres Rozália volt, Seres József és Kovács Erzsébet lánya, akit 1933. július 24-én Budapesten vett nőül.

## Munkái
- Utmutató a gyorsíró tanfolyamok és gyorsíró-körök szervezésére és vezetésére (Budapest, 1904)
- Sorompóba! (Kolozsvár, 1906)
- Uj adatok a magyar gyorsírás történetéhez (Szeged, 1909)
- Fabró Henrik emlékezete (Budapest, 1924)
- Új adatok a magyar gyorsírás történetéhez (Budapest, 1930)